# Syl Apps (1976)
Pour les articles homonymes, voir Syl Apps (homonymie) et Apps.
Sylvanus Apps III (né le 2 juin 1976 à Pittsburgh, Pennsylvanie aux États-Unis) est un joueur professionnel canado-américain de hockey sur glace.

## Carrière de joueur
Il est le troisième du nom. Il est en effet le petit-fils de Syl Apps et le fils de Syl Apps, Jr.. Par contre, il ne connut pas autant de succès lors de sa carrière professionnelle au hockey. Il joua quatre saisons avec les Tigers de l'Université Princeton avant de devenir professionnel avec les Maple Leafs de Saint-Jean de la Ligue américaine de hockey.
Il y joua deux saisons avant de joindre l'ECHL en 2001-2002. Lors de cette saison, il joua aussi quelques parties dans la LAH. Il prit sa retraite du hockey la saison suivante après une seconde saison avec les Titans de Trenton. Sa sœur, Gillian Apps, est aussi joueuse de hockey.

## Statistiques
| Saison    | Équipe                    | Ligue |    | Saison régulière | Saison régulière | Saison régulière | Saison régulière | Saison régulière |   | Séries éliminatoires | Séries éliminatoires | Séries éliminatoires | Séries éliminatoires | Séries éliminatoires |
| Saison    | Équipe                    | Ligue | PJ | B                | A                | Pts              | Pun              | PJ               | B | A                    | Pts                  | Pun                  |                      |                      |
| 1995-1996 | Tigers de Princeton       | NCAA  | 26 | 4                | 6                | 10               | 30               | -                | - | -                    | -                    | -                    |                      |                      |
| 1996-1997 | Tigers de Princeton       | NCAA  | 27 | 3                | 6                | 9                | 40               | -                | - | -                    | -                    | -                    |                      |                      |
| 1997-1998 | Tigers de Princeton       | NCAA  | 35 | 10               | 8                | 18               | 65               | -                | - | -                    | -                    | -                    |                      |                      |
| 1998-1999 | Tigers de Princeton       | NCAA  | 34 | 13               | 21               | 34               | 45               | -                | - | -                    | -                    | -                    |                      |                      |
| 1999-2000 | Maple Leafs de Saint-Jean | LAH   | 58 | 5                | 7                | 12               | 87               | -                | - | -                    | -                    | -                    |                      |                      |
| 2000-2001 | Maple Leafs de Saint-Jean | LAH   | 69 | 6                | 8                | 14               | 73               | 4                | 0 | 0                    | 0                    | 0                    |                      |                      |
| 2001-2002 | Bandits de Jackson        | ECHL  | 12 | 3                | 2                | 5                | 19               | -                | - | -                    | -                    | -                    |                      |                      |
| 2001-2002 | Titans de Trenton         | ECHL  | 42 | 8                | 15               | 23               | 56               | 7                | 1 | 1                    | 2                    | 16                   |                      |                      |
| 2001-2002 | Admirals de Norfolk       | LAH   | 1  | 0                | 0                | 0                | 0                | -                | - | -                    | -                    | -                    |                      |                      |
| 2001-2002 | Falcons de Springfield    | LAH   | 6  | 1                | 0                | 1                | 0                | -                | - | -                    | -                    | -                    |                      |                      |
| 2002-2003 | Titans de Trenton         | ECHL  | 55 | 11               | 21               | 32               | 119              | 1                | 0 | 0                    | 0                    | 4                    |                      |                      |

## Parenté dans le sport
- Petit-fils du joueur de hockey Syl Apps
- Fils du joueur de hockey Syl Apps, Jr.
- Frère de la joueuse de hockey Gillian Apps
- Cousin du médaillé olympique en aviron Darren Barber[2]